# Protoo
Nella mitologia greca, Protoo è uno dei capitani achei che presero parte alla guerra di Troia.
Originario della Tessaglia, Protoo "il veloce" era figlio di Tendredone, un personaggio altrove sconosciuto, e discendeva da Magnete. Era sovrano dei Magneti, un popolo che abitava la parte costiera della Tessaglia a sud-ovest del Monte Ossa. Pare fosse un pretendente di Elena, anche se tale notizia è riportata dal solo Igino. In seguito al rapimento di quest'ultima da parte di Paride dovette partecipare alla guerra contro Troia per liberarla. Partì dalla sua patria conducendo con sé quaranta navi. Venne ucciso da Glauco nel II libro del Posthomerica. 